# Johann Simon von Kerner
Pour les articles homonymes, voir Kerner.
Johann Simon von Kerner, né en 1755 et décédé en 1830 est un botaniste wurtembergeois.

## Biographie
Il fut professeur de botanique à la Hohe Carlsschule de Stuttgart et l'un des maîtres du naturaliste Georges Cuvier (1769-1832). Il rédigea et illustra lui-même de nombreux ouvrages de botanique appliquée à l'économie devenus extrêmement rares. Entre 1803 et 1815, il fit paraître à Stuttgart un ouvrage historique en français sur la vigne intitulé « Le Raisin : ses espèces et variétés dessinées et colorées d'après nature », comportant une série de douze planches illustrées de sa main. Comme il fut également l'auteur de plusieurs ouvrages sur la vinification on lui attribue souvent à tort la découverte et le nom du cépage allemand Kerner. En réalité ce dernier doit son nom à son homonyme et contemporain, le poète et médecin Justinus Kerner (1786-1862) qui vivait à Weinsberg, non loin de l'Institut d'État de recherche sur la vinification où fut obtenu en 1929 le kerner à partir des cépages trollinger et riesling.
Ce savant a décrit trois variétés de saules, une espèce de géranium et une de pélargonium, et un strelitzia. Il étudia et donna son nom scientifique au radis noir (Raphanus sativus var. niger (Mill.) J. Kern.). Le genre Kernera (en) de la famille des crucifères est dénommé en son honneur.